# Régiment d'Escars cavalerie
Pour les articles homonymes, voir régiment d'Asfeld et Régiment d'Escars (homonymie).
Le régiment d’Escars cavalerie est un régiment de cavalerie du royaume de France créé en 1707.

## Création et différentes dénominations
- 1707 : création du régiment de Vaudémont cavalerie
- 23 janvier 1723 : renommé régiment de Monchy cavalerie
- 16 avril 1738 : renommé régiment d’Asfeld cavalerie
- 8 juin 1744 : renommé régiment d’Escars cavalerie
- 1er décembre 1761 : réformé par incorporation au régiment de Penthièvre cavalerie

## Équipement

### Étendards
4 étendards de « soye aurore, Soleil au milieu brodé en or, & frangez d’or ».

Étendards
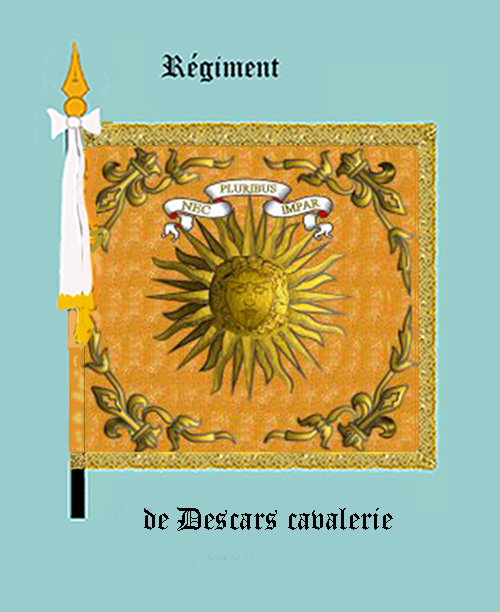
régiment d’Escars, avers

### Habillement

Uniformes
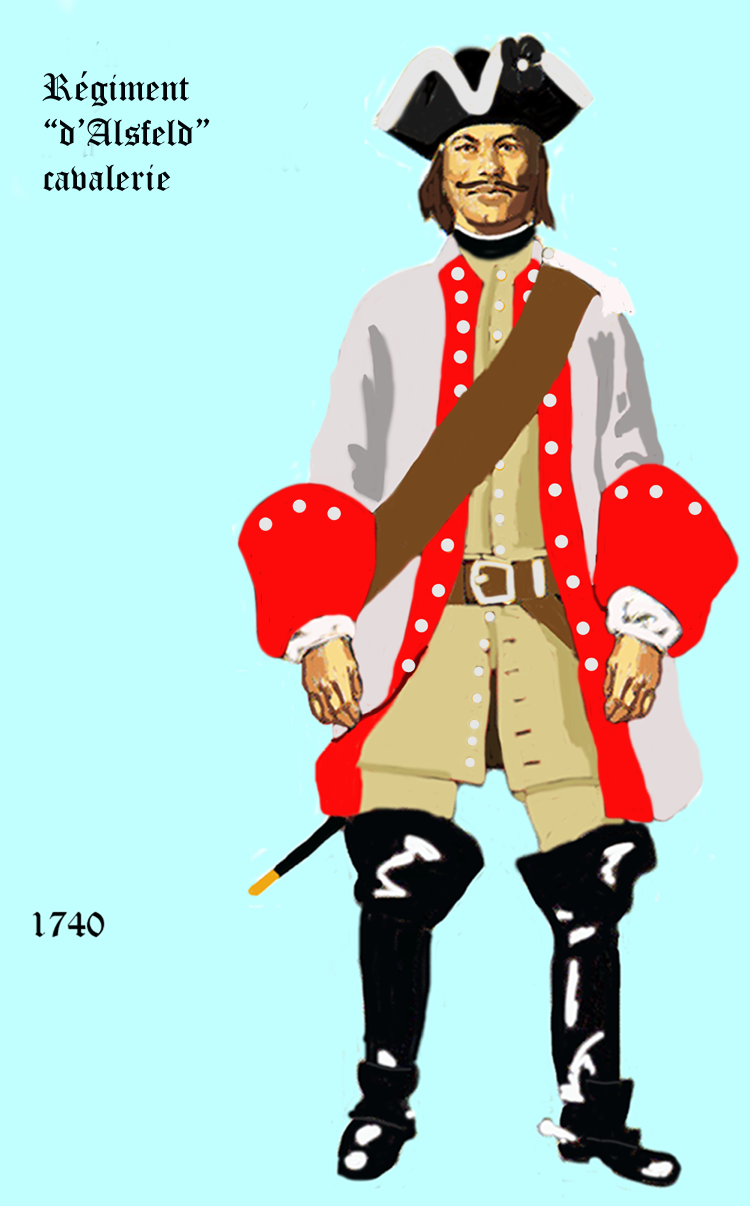
de 1740 à 1757
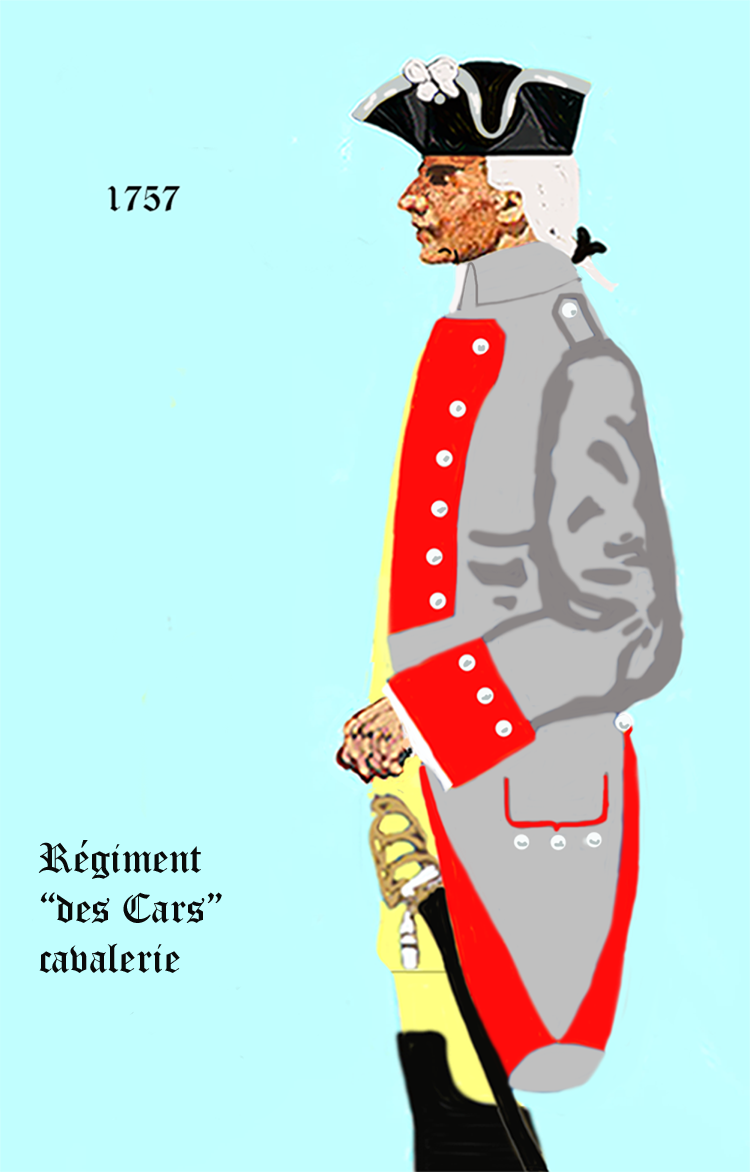
régiment d’Escars cavalerie de 1757 à 1761

## Historique

### Colonels et mestres de camp
- 1707 : Charles Henri de Lorraine, comte puis prince de Vaudémont, † 14 janvier 1723
- 23 janvier 1723 : Henri de Monchy-Senarpont, marquis de Monchy, brigadier le 20 février 1734, maréchal de camp le 1er mars 1738, † 1er juillet 1740
- 16 avril 1738 : Claude Étienne Bidal, marquis d’Asfeld, déclaré brigadier en novembre 1745 par brevet expédié le 1er mai, maréchal de camp le 10 mai 1748
- 8 juin 1744 : Jean François, vicomte d’Escars, brigadier le 10 mai 1748, maréchal de camp le 20 février 1761

### Quartiers
- Gray[1]